# Liste de jeux vidéo de cartes à collectionner
Cette liste de jeux vidéo de cartes à collectionner recense des jeux vidéo étant tout ou partie basés sur le principe des jeux de cartes à collectionner, qu'ils soient des adaptations ou non de jeux physiques.
- Haut – A
- B
- C
- D
- E
- F
- G
- H
- I
- J
- K
- L
- M
- N
- O
- P
- Q
- R
- S
- T
- U
- V
- W
- X
- Y
- Z

## A
- Arcomage
- Arle no Bōken: Mahō no Jewel
- Artifact

## B
- Baten Kaitos : Les Ailes éternelles et l'Océan perdu
- Baten Kaitos Origins
- BattleForge

## C
- Caller's Bane
- Culdcept
- Culdcept Revolt

## D
- Digimon Digital Card Battle
- Dokaben 2
- Dokaben: Visual Card Game
- Dragon Ball Heroes
- Dragon Ball Z: Dokkan Battle

## E
- Elder Scrolls, The: Legends
- Ensemble Stars!
- Eredan iTCG
- Etherlords
- Etherlords II
- Eye of Judgment, The
- Eternal Card Game

## F
- Final Fantasy Fables: Chocobo Tales
- Free Realms

## G
- Gensō Suikoden Card Stories
- Gwent: The Witcher Card Game

## H
- Hearthstone

## I
- Iris and the Giant

## J
Pas d'entrée.

## K
- Kantai Collection
- Kingdom Hearts: Chain of Memories
- Krosmaga

## L
- Legends of Norrath
- Legends of Runeterra
- Lilpri

## M
- Magic Duels
- Magic : L'Assemblée
- Magic: The Gathering - Duels of the Planeswalkers 2014
- Marvel Trading Card Game
- Marvel Snap
- Mega Man Battle Chip Challenge
- Metal Gear Acid
- Metal Gear Acid 2
- Might and Magic: Duel of Champions
- Mobile Suit Gundam 0079: Card Builder
- Mobile Suit Gundam 0083: Card Builder
- Mushiking: The King of Beetles
- Mythgard

## N
Pas d'entrée.

## O
- Onmyoji Card Game
- Order and Chaos Duels

## P
- Phantasy Star Online Episode III: C.A.R.D. Revolution
- Phantom Dust
- Plants vs. Zombies Heroes
- Pokémon Trading Card Game
- Pokémon Trading Card Game Online

## Q
Pas d'entrée.

## R
- Richesses du monde (jeu vidéo)
- Royaumes perdus, Les
- Royaumes perdus II, Les
- Runestrike

## S
- Shadowverse
- Skylanders: Battlecast
- Slay the Spire
- SNK vs. Capcom: Card Fighters Clash
- Soul of Eden
- Star Wars: Clone Wars Adventures

## T
- Thronebreaker: The Witcher Tales
- Transformers Legends

## U
- Uncharted: Fight for Fortune
- Urban Rivals

## V
Pas d'entrée.

## W
- Warhammer: Arcane Magic
- Warhammer: Battle for Atluma
- With Authority!
- World of Tanks Generals
- WWE SuperCard

## X
Pas d'entrée.

## Y
- Yu-Gi-Oh! Duel des ténèbres
- Yu-Gi-Oh! Duel Monsters World Championship 2007
- Yu-Gi-Oh! Forbidden Memories
- Yu-Gi-Oh! GX Tag Force
- Yu-Gi-Oh! L'Aube de la destinée
- Yu-Gi-Oh! L'Empire des illusions
- Yu-Gi-Oh! Les Cartes sacrées
- Yu-Gi-Oh! Master Duel
- Yu-Gi-Oh! Nightmare Troubadour
- Yu-Gi-Oh! Online
- Yu-Gi-Oh! Power of Chaos: Joey the Passion
- Yu-Gi-Oh! Power of Chaos: Kaiba the Revenge
- Yu-Gi-Oh! Power of Chaos: Yugi the Destiny
- Yu-Gi-Oh! Reshef le Destructeur
- Yu-Gi-Oh! World Championship 2008
- Yu-Gi-Oh! Worldwide Edition: Stairway to the Destined Duel
- Yu-Gi-Oh! Zexal: World Duel Carnival

## Z
- Zoids Battle Card Game: Seihō Tairiku Senki
- Zoids Card Colosseum